# Portia (Mond)
Portia (auch Uranus XII) ist der siebtinnerste und einer der mittelgroßen der 28 bekannten Monde des Planeten Uranus. Er ist der größte Mond der Portia-Gruppe und der achtgrößte Mond im Uranussystem.

## Entdeckung und Benennung
Portia wurde am 3. Januar 1986 von dem Astronomen Stephen P. Synnott zusammen mit Juliet auf fotografischen Aufnahmen der Raumsonde Voyager 2 entdeckt. Die Entdeckung wurde am 16. Januar 1986 von der Internationalen Astronomischen Union (IAU) bekanntgegeben; der Mond erhielt zunächst die vorläufige Bezeichnung S/1986 U 1.
Am 8. Juni 1988 erhielt der Mond den Namen Portia. Portia ist eine weibliche Gestalt aus William Shakespeares Komödie Der Kaufmann von Venedig. Bassanio, der die reiche Adlige Portia heiraten will, erhält das dafür benötigte Geld von seinem Freund Antonio, dem Kaufmann von Venedig, der sich dafür bei Shylock verschuldet. Als Bedingung verlangt Shylock anstelle von Zinsen "ein Pfund Fleisch" aus dem Körper von Antonio, sollte dieser das Geld nicht rechtzeitig zurückbezahlen. Derweil muss Bassanio in Belmont eine Prüfung von Portias verstorbenem Vater bestehen. Als es danach aussieht, dass Antonio die Schuld nicht rechtzeitig zurückbezahlen kann, taucht Portia als Advokat Balthasar verkleidet auf und löst die Situation in letzter Minute auf.
Alle Monde des Uranus sind nach Figuren von Shakespeare oder Alexander Pope benannt. Die ersten vier entdeckten Uranusmonde (Oberon, Titania, Ariel, Umbriel) wurden nach Vorschlägen von John Herschel, dem Sohn des Uranus-Entdeckers Wilhelm Herschel, benannt. Später wurde die Tradition der Namensgebung beibehalten.

## Bahneigenschaften

### Umlaufbahn

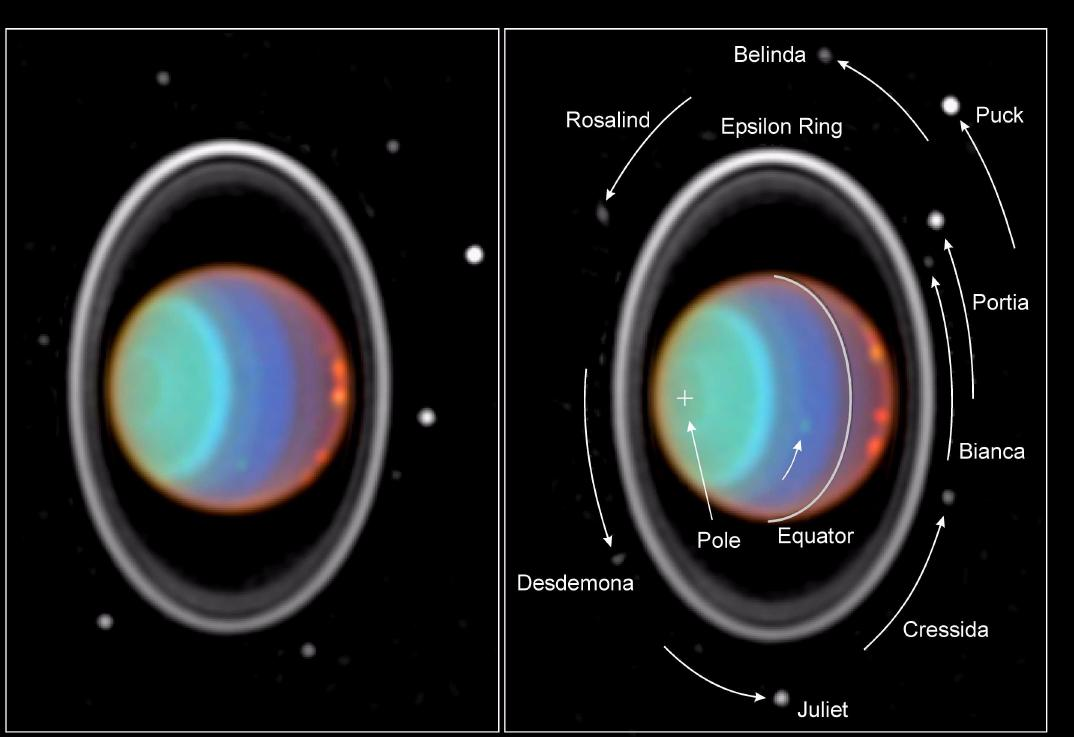
Hubble-Bild der Portia-Gruppe sowie Puck

Portia umkreist Uranus auf einer prograden, fast perfekt kreisförmigen Umlaufbahn in einem mittleren Abstand von rund 66.100 km. Die Bahnexzentrizität beträgt 0,00005, die Bahn ist 0,059° gegenüber dem Äquator von Uranus geneigt.
Portia ist der erstentdeckte, fünftinnerste und größte Mond der Portia-Gruppe, zu der auch Bianca, Cressida, Desdemona, Juliet, Rosalind, Cupid, Belinda und Perdita gehören. Diese Monde haben ähnliche Umlaufbahnen und ähnliche spektrale Eigenschaften.
Die Umlaufbahn des nächstinneren Mondes Juliet ist im Mittel 1.740 km von Portias Orbit entfernt, die des nächstäußeren Mondes Rosalind 3.830 km.

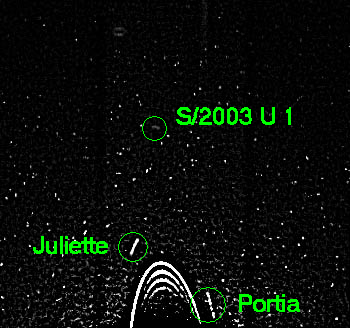
Hubble-Bild von 2003 mit Portia, Juliet und Mab

Portia befindet sich inmitten zweier Uranusringe; der innen laufende ε (Epsilon)-Ringes ist im Mittel rund 14.950 km vom Portia-Orbit entfernt, und die Innenkante des äußeren ν (Ny)-Staubringes liegt fast genau auf der Umlaufbahn von Portia.
Portia umläuft Uranus in 12 Stunden und 19 Minuten. Da dies schneller ist als die Rotation des Uranus, geht Portia vom Uranus aus gesehen im Westen auf und im Osten unter.
Sie bewegt sich in einer absinkenden Bahn innerhalb des synchronen Orbits um den Planeten und wird irgendwann infolge von Gezeitenkräften zu einem Ring auseinandergerissen werden oder in Uranus’ Atmosphäre stürzen beziehungsweise verglühen.

## Physikalische Eigenschaften

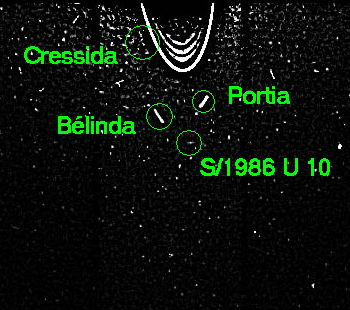
Hubble-Bild von 2003 mit Cressida, Portia, Belinda und Perdita

Portia hat einen mittleren Durchmesser von 140 km. Auf den Aufnahmen der Voyager-2-Sonde erschien Portia als längliches Objekt, wobei die Längsachse auf Uranus ausgerichtet ist.
Ihre mittlere Dichte ist mit 1,3 g/cm3 deutlich geringer als die Dichte der Erde und weist darauf hin, dass der Mond überwiegend aus Wassereis zusammengesetzt ist. Spektrale Analysen vom Hubble-Weltraumteleskop und erdbasierten Teleskopen bestätigen diese Annahme.

Portia weist eine sehr geringe Albedo von 0,07 auf, d. h., 7 % des eingestrahlten Sonnenlichts werden von der Oberfläche reflektiert. Sie ist damit ein sehr dunkler Himmelskörper.

An ihrer Oberfläche beträgt die Schwerebeschleunigung 0,023 m/s2, dies entspricht etwa 2 ‰ der irdischen. Im Spektrum erscheint die Oberfläche von Portia grau gefärbt.